# Kouango (subprefektur)
Kouango är en subprefektur i Centralafrikanska republiken.   Den ligger i prefekturen Ouaka, i den centrala delen av landet, 220 km öster om huvudstaden Bangui.
I omgivningarna runt Kouango växer huvudsakligen savannskog. Runt Kouango är det glesbefolkat, med 8 invånare per kvadratkilometer.